# Paul Kummer
Paul Kummer   (Zerbst, 22 d'agost de 1834 - Hann. Münden, 7 de desembre de 1912) va ser un clergue, professor i micòleg alemany. Els micòlegs anteriors com Elias Magnus Fries designaven només uns pocs gèneres dins l'ordre agaricals amb la majoria d'espècies ubicades al gènere Agaricus. Aquests pocs gèneres estaven dividits en moltes tribi ("tribus"). En el seu treball de 1871, Der Führer in die Pilzkunde, Kummer va alçar la majoria de les tribus de Fries tribi a l'estatus de gènere.
Des de 1857 a 1863, treballà com lector privat a Zerbst (1863–1877). Des de 1877 en endavant va ser ministre protestant a Hann Munden.